# Interlands Bulgaars voetbalelftal 1960-1969
Deze pagina toont een chronologisch en gedetailleerd overzicht van de interlands die het Bulgaars voetbalelftal heeft gespeeld in de periode 1960 – 1969.

## Interlands

### 1960
|                                                                      |                                                   |       |                                         |                                                                                          |
| 3 april Vriendschappelijk № 138 «onderlinge duels» 14:30 uur (UTC+1) | Nederland                                         | 4 – 2 | Bulgarije                               | Olympisch Stadion, Amsterdam Toeschouwers: 58.000 Scheidsrechter: Giulio Campanati (ITA) |
| 3 april Vriendschappelijk № 138 «onderlinge duels» 14:30 uur (UTC+1) | Tonny van der Linden 23', 28', 77' Henk Groot 88' |       | 9' Dimitr Yakimov 28' Panajot Panajotov | Olympisch Stadion, Amsterdam Toeschouwers: 58.000 Scheidsrechter: Giulio Campanati (ITA) |

|                                                                            |                                          |       |          |                                                                                                   |
| 1 mei Olympisch kwalificatietoernooi voetbal 1960 № 139 «onderlinge duels» | Bulgarije                                | 2 – 1 | Roemenië | Vasil Levski Nationaal Stadion, Sofia Toeschouwers: 55.000 Scheidsrechter: Petros Tzouvaras (GRE) |
| 1 mei Olympisch kwalificatietoernooi voetbal 1960 № 139 «onderlinge duels» | Dimitar Yordanov 2' Nikola Kovatsjev 20' |       | ?        | Vasil Levski Nationaal Stadion, Sofia Toeschouwers: 55.000 Scheidsrechter: Petros Tzouvaras (GRE) |

|                                                                     |                                                                |       |                  |                                                                                                   |
| 22 mei Vriendschappelijk № 140 «onderlinge duels» 19:30 uur (UTC+2) | Bulgarije                                                      | 4 – 1 | België           | Vasil Levski Nationaal Stadion, Sofia Toeschouwers: 45.000 Scheidsrechter: Nikolay Latyshev (URS) |
| 22 mei Vriendschappelijk № 140 «onderlinge duels» 19:30 uur (UTC+2) | Ivan Kolev 59' (pen.), 64' Dimitar Yordanov 61' Todor Diev 87' |       | 33' André Piters | Vasil Levski Nationaal Stadion, Sofia Toeschouwers: 45.000 Scheidsrechter: Nikolay Latyshev (URS) |

|                                                                      |                                                                       |       |           |                                                                                |
| 26 juni Vriendschappelijk № 141 «onderlinge duels» 18:30 uur (UTC+2) | Polen                                                                 | 4 – 0 | Bulgarije | Śląskistadion, Chorzów Toeschouwers: 25.000 Scheidsrechter: István Zsolt (HUN) |
| 26 juni Vriendschappelijk № 141 «onderlinge duels» 18:30 uur (UTC+2) | Roman Lentner 8' Manol Manolov 31' (e.d.) Stanisław Hachorek 76', 79' |       |           | Śląskistadion, Chorzów Toeschouwers: 25.000 Scheidsrechter: István Zsolt (HUN) |

|                                                    |                                     |       |     |                                                                                              |
| 10 juli Vriendschappelijk № 142 «onderlinge duels» | Bulgarije                           | 2 – 0 | DDR | Vasil Levski Nationaal Stadion, Sofia Toeschouwers: 40.000 Scheidsrechter: Josef Stoll (AUT) |
| 10 juli Vriendschappelijk № 142 «onderlinge duels» | Hristo Iliev 14' Dimitr Yakimov 21' |       |     | Vasil Levski Nationaal Stadion, Sofia Toeschouwers: 40.000 Scheidsrechter: Josef Stoll (AUT) |

| Olympische Spelen 1960 |
| ---------------------- |

|                                                                                  |                                      |       |         |                                                                                           |
| 26 augustus Olympische Spelen Groep A № 143 «onderlinge duels» 21:00 uur (UTC+1) | Bulgarije                            | 3 – 0 | Turkije | Stadio Olimpico Comunale, Grosseto Toeschouwers: 3.760 Scheidsrechter: Cesare Jonni (ITA) |
| 26 augustus Olympische Spelen Groep A № 143 «onderlinge duels» 21:00 uur (UTC+1) | Todor Diev 13', 58' Hristo Iliev 67' |       |         | Stadio Olimpico Comunale, Grosseto Toeschouwers: 3.760 Scheidsrechter: Cesare Jonni (ITA) |

|                                                                                  |                               |       |                                               |                                                                               |
| 29 augustus Olympische Spelen Groep A № 144 «onderlinge duels» 16:00 uur (UTC+1) | Verenigde Arabische Republiek | 0 – 2 | Bulgarije 42' Dimitar Yordanov 88' Todor Diev | Stadio Comunale, L'Aquila Toeschouwers: 1.634 Scheidsrechter: Leo Helge (DEN) |
| 29 augustus Olympische Spelen Groep A № 144 «onderlinge duels» 16:00 uur (UTC+1) |                               |       |                                               | Stadio Comunale, L'Aquila Toeschouwers: 1.634 Scheidsrechter: Leo Helge (DEN) |

|                                                                                  |                                           |       |                           |                                                                              |
| 1 september Olympische Spelen Groep A № 145 «onderlinge duels» 21:00 uur (UTC+1) | Bulgarije                                 | 3 – 3 | Joegoslavië               | Stadio Flaminio, Rome Toeschouwers: 7.994 Scheidsrechter: Cesare Jonni (ITA) |
| 1 september Olympische Spelen Groep A № 145 «onderlinge duels» 21:00 uur (UTC+1) | Kiril Rakarov 58' Spiro Debarski 82', 90' |       | 50', 57', 62' Milan Galić | Stadio Flaminio, Rome Toeschouwers: 7.994 Scheidsrechter: Cesare Jonni (ITA) |

|  |  |  |  |  |  |  |  |  |

|                                                                          |                     |       |                   |                                                                                              |
| 23 november Vriendschappelijk № 146 «onderlinge duels» 18:30 uur (UTC+2) | Bulgarije           | 2 – 1 | West-Duitsland    | Vasil Levski Nationaal Stadion, Sofia Toeschouwers: 45.000 Scheidsrechter: Józef Kowal (POL) |
| 23 november Vriendschappelijk № 146 «onderlinge duels» 18:30 uur (UTC+2) | Ivan Kolev 71', 82' |       | 12' Heinz Vollmar | Vasil Levski Nationaal Stadion, Sofia Toeschouwers: 45.000 Scheidsrechter: Józef Kowal (POL) |

|                                                                          |                                 |       |                 |                                                                                            |
| 27 november Vriendschappelijk № 147 «onderlinge duels» 14:00 uur (UTC+2) | Bulgarije                       | 2 – 1 | Turkije         | Vasil Levski Nationaal Stadion, Sofia Toeschouwers: 12.994 Scheidsrechter: Leo Helge (DEN) |
| 27 november Vriendschappelijk № 147 «onderlinge duels» 14:00 uur (UTC+2) | Ivan Kolev 50' Hristo Iliev 78' |       | 19' Metin Oktay | Vasil Levski Nationaal Stadion, Sofia Toeschouwers: 12.994 Scheidsrechter: Leo Helge (DEN) |

|                                                                             |                                                                 |       |           | |
| 11 december WK 1962 kwalificatie № 148 «onderlinge duels» 14:30 uur (UTC+1) | Frankrijk                                                       | 3 – 0 | Bulgarije | Stade olympique Yves-du-Manoir, Colombes Toeschouwers: 40.690 Scheidsrechter: Pietro Bonetto (ITA) |
| 11 december WK 1962 kwalificatie № 148 «onderlinge duels» 14:30 uur (UTC+1) | Maryan Wisniewski 48' Jean-Jacques Marcel 58' Lucien Cossou 80' |       |           | Stade olympique Yves-du-Manoir, Colombes Toeschouwers: 40.690 Scheidsrechter: Pietro Bonetto (ITA) |

### 1961
|                                                                         |         |                                        |           |                                                                                         |
| 16 juni WK 1962 kwalificatie № 149 «onderlinge duels» 19:00 uur (UTC+2) | Finland | 0 – 2                                  | Bulgarije | Olympisch Stadion, Helsinki Toeschouwers: 11.977 Scheidsrechter: Nikolay Latyshev (URS) |
| 16 juni WK 1962 kwalificatie № 149 «onderlinge duels» 19:00 uur (UTC+2) |         | 35' Hristo Iliev 75' (pen.) Ivan Kolev |           | Olympisch Stadion, Helsinki Toeschouwers: 11.977 Scheidsrechter: Nikolay Latyshev (URS) |

|                                                          |                                                       |       |                      |                                                                                              |
| 29 oktober WK 1962 kwalificatie № 150 «onderlinge duels» | Bulgarije                                             | 3 – 1 | Finland              | Vasil Levski Nationaal Stadion, Sofia Toeschouwers: 45.000 Scheidsrechter: Cezmi Başar (TUR) |
| 29 oktober WK 1962 kwalificatie № 150 «onderlinge duels» | Dimitr Yakimov 28' Todor Diev 34' Petar Velichkov 85' |       | 9' Sauli Pietiläinen | Vasil Levski Nationaal Stadion, Sofia Toeschouwers: 45.000 Scheidsrechter: Cezmi Başar (TUR) |

|                                                           |                  |       |           |                                                                                              |
| 12 november WK 1962 kwalificatie № 151 «onderlinge duels» | Bulgarije        | 1 – 0 | Frankrijk | Vasil Levski Nationaal Stadion, Sofia Toeschouwers: 55.000 Scheidsrechter: Milan Fencl (TCH) |
| 12 november WK 1962 kwalificatie № 151 «onderlinge duels» | Hristo Iliev 89' |       |           | Vasil Levski Nationaal Stadion, Sofia Toeschouwers: 55.000 Scheidsrechter: Milan Fencl (TCH) |

|                                                                             |                    |       |           |                                                                               |
| 16 december WK 1962 kwalificatie № 152 «onderlinge duels» 14:30 uur (UTC+1) | Bulgarije          | 1 – 0 | Frankrijk | San Siro, Milaan Toeschouwers: 34.740 Scheidsrechter: Concetto Lo Bello (ITA) |
| 16 december WK 1962 kwalificatie № 152 «onderlinge duels» 14:30 uur (UTC+1) | Dimitr Yakimov 47' |       |           | San Siro, Milaan Toeschouwers: 34.740 Scheidsrechter: Concetto Lo Bello (ITA) |

|                                                                          |                                                            |       |           |                                                                             |
| 24 december Vriendschappelijk № 153 «onderlinge duels» 14:30 uur (UTC+1) | België                                                     | 4 – 0 | Bulgarije | Heizelstadion, Brussel Toeschouwers: 16.502 Scheidsrechter: Ken Aston (ENG) |
| 24 december Vriendschappelijk № 153 «onderlinge duels» 14:30 uur (UTC+1) | Jacques Stockman 3' Jef Jurion 10' Paul Van Himst 30', 69' |       |           | Heizelstadion, Brussel Toeschouwers: 16.502 Scheidsrechter: Ken Aston (ENG) |

### 1962
|                                                                    |                                               |       |           |                                                                                |
| 6 mei Vriendschappelijk № 154 «onderlinge duels» 16:00 uur (UTC+1) | Oostenrijk                                    | 2 – 0 | Bulgarije | Praterstadion, Wenen Toeschouwers: 65.000 Scheidsrechter: Miroslav Kusák (TCH) |
| 6 mei Vriendschappelijk № 154 «onderlinge duels» 16:00 uur (UTC+1) | Erich Hof 69' (pen.) Kiril Rakarov 75' (e.d.) |       |           | Praterstadion, Wenen Toeschouwers: 65.000 Scheidsrechter: Miroslav Kusák (TCH) |

| Wereldkampioenschap voetbal 1962 |
| -------------------------------- |

|                                                                   |                   |       |           |                                                                                                |
| 30 mei WK 1962 Groep D № 155 «onderlinge duels» 15:00 uur (UTC−4) | Argentinië        | 1 – 0 | Bulgarije | Estadio Braden Copper Co., Rancagua Toeschouwers: 7.134 Scheidsrechter: Juan Gardeazábal (ESP) |
| 30 mei WK 1962 Groep D № 155 «onderlinge duels» 15:00 uur (UTC−4) | Héctor Facundo 4' |       |           | Estadio Braden Copper Co., Rancagua Toeschouwers: 7.134 Scheidsrechter: Juan Gardeazábal (ESP) |

|                                                                   |                    |       |                                                                  |                                                                                                |
| 3 juni WK 1962 Groep D № 156 «onderlinge duels» 15:00 uur (UTC−4) | Bulgarije          | 1 – 6 | Hongarije                                                        | Estadio Braden Copper Co., Rancagua Toeschouwers: 7.442 Scheidsrechter: Juan Gardeazábal (ESP) |
| 3 juni WK 1962 Groep D № 156 «onderlinge duels» 15:00 uur (UTC−4) | Georgi Sokolov 64' |       | 1', 6', 53' Flórián Albert 8', 70' Lajos Tichy 12' Ernő Solymosi | Estadio Braden Copper Co., Rancagua Toeschouwers: 7.442 Scheidsrechter: Juan Gardeazábal (ESP) |

|                                                                   |           |       |          |                                                                                              |
| 7 juni WK 1962 Groep D № 157 «onderlinge duels» 15:00 uur (UTC−4) | Bulgarije | 0 – 0 | Engeland | Estadio Braden Copper Co., Rancagua Toeschouwers: 5.700 Scheidsrechter: Arthur Blavier (BEL) |
| 7 juni WK 1962 Groep D № 157 «onderlinge duels» 15:00 uur (UTC−4) |           |       |          | Estadio Braden Copper Co., Rancagua Toeschouwers: 5.700 Scheidsrechter: Arthur Blavier (BEL) |

|  |  |  |  |  |  |  |  |  |

|                                                                           |               |       |                                         |                                                                                                 |
| 30 september Vriendschappelijk № 158 «onderlinge duels» 16:00 uur (UTC+2) | Bulgarije     | 2 – 1 | Polen                                   | Vasil Levski Nationaal Stadion, Sofia Toeschouwers: 40.000 Scheidsrechter: Giuseppe Adami (ITA) |
| 30 september Vriendschappelijk № 158 «onderlinge duels» 16:00 uur (UTC+2) | Todor Diev 8' |       | 19' Eugeniusz Faber 22' Viden Apostolov | Vasil Levski Nationaal Stadion, Sofia Toeschouwers: 40.000 Scheidsrechter: Giuseppe Adami (ITA) |

|                                                         |       |       |                     |                                                                                 |
| 30 september Vriendschappelijk № 159 «onderlinge duels» | Polen | 2 – 1 | Bulgarije           | Stadion Miejski, Kielce Toeschouwers: 12.000 Scheidsrechter: Erwin Vetter (DDR) |
| 30 september Vriendschappelijk № 159 «onderlinge duels» | ?     |       | 38' Stoichko Peshev | Stadion Miejski, Kielce Toeschouwers: 12.000 Scheidsrechter: Erwin Vetter (DDR) |

|                                                                            |                                           |       |             |                                                                                                |
| 7 november EK 1964 kwalificatie № 160 «onderlinge duels» 15:00 uur (UTC+2) | Bulgarije                                 | 3 – 1 | Portugal    | Vasil Levski Nationaal Stadion, Sofia Toeschouwers: 31.318 Scheidsrechter: Semih Zoroğlu (TUR) |
| 7 november EK 1964 kwalificatie № 160 «onderlinge duels» 15:00 uur (UTC+2) | Georgi Asparukhov 65', 72' Todor Diev 85' |       | 49' Eusébio | Vasil Levski Nationaal Stadion, Sofia Toeschouwers: 31.318 Scheidsrechter: Semih Zoroğlu (TUR) |

|                                                                          |                       |       |                 |                                                                                              |
| 25 november Vriendschappelijk № 161 «onderlinge duels» 15:00 uur (UTC+2) | Bulgarije             | 1 – 1 | Oostenrijk      | Vasil Levski Nationaal Stadion, Sofia Toeschouwers: 55.000 Scheidsrechter: Hakkı Gürüz (TUR) |
| 25 november Vriendschappelijk № 161 «onderlinge duels» 15:00 uur (UTC+2) | Ivan Kolev 40' (pen.) |       | 74' Horst Nemec | Vasil Levski Nationaal Stadion, Sofia Toeschouwers: 55.000 Scheidsrechter: Hakkı Gürüz (TUR) |

|                                                                           |                                        |       |                  |                                                                                        |
| 16 december EK 1964 kwalificatie № 162 «onderlinge duels» 15:00 uur (UTC) | Portugal                               | 3 – 1 | Bulgarije        | Estádio do Restelo, Lissabon Toeschouwers: 25.836 Scheidsrechter: Henri Faucheux (FRA) |
| 16 december EK 1964 kwalificatie № 162 «onderlinge duels» 15:00 uur (UTC) | Hernâni Silva 4', 26' Mário Coluna 53' |       | 83' Hristo Iliev | Estádio do Restelo, Lissabon Toeschouwers: 25.836 Scheidsrechter: Henri Faucheux (FRA) |

### 1963
|                                                      |          |       |                       |                                                  |
| 6 januari Vriendschappelijk № 163 «onderlinge duels» | Algerije | 2 – 1 | Bulgarije             | Stade 20 Août 1955, Algiers Toeschouwers: 22.000 |
| 6 januari Vriendschappelijk № 163 «onderlinge duels» | ?        |       | 65' Georgi Asparukhov | Stade 20 Août 1955, Algiers Toeschouwers: 22.000 |

|                                                          |                       |       |          |                                                                                |
| 23 januari EK 1964 kwalificatie № 164 «onderlinge duels» | Bulgarije             | 1 – 0 | Portugal | Stadio Olimpico, Rome Toeschouwers: 2.336 Scheidsrechter: Giuseppe Adami (ITA) |
| 23 januari EK 1964 kwalificatie № 164 «onderlinge duels» | Georgi Asparukhov 86' |       |          | Stadio Olimpico, Rome Toeschouwers: 2.336 Scheidsrechter: Giuseppe Adami (ITA) |

|                                                                       |                    |       |                   | |
| 28 april Vriendschappelijk № 165 «onderlinge duels» 17:00 uur (UTC+2) | Bulgarije          | 1 – 0 | Tsjecho-Slowakije | Vasil Levski Nationaal Stadion, Sofia Toeschouwers: 50.000 Scheidsrechter: Aleksandar Škorić (YUG) |
| 28 april Vriendschappelijk № 165 «onderlinge duels» 17:00 uur (UTC+2) | Dimitr Yakimov 28' |       |                   | Vasil Levski Nationaal Stadion, Sofia Toeschouwers: 50.000 Scheidsrechter: Aleksandar Škorić (YUG) |

|                                                  |                   |       |                                     |                                                                                               |
| 1 mei Vriendschappelijk № 166 «onderlinge duels» | Tsjecho-Slowakije | 1 – 2 | Bulgarije                           | Štadión na Solovjevovej ulici, Košice Toeschouwers: 18.000 Scheidsrechter: Fritz Köpcke (DDR) |
| 1 mei Vriendschappelijk № 166 «onderlinge duels» | ?                 |       | 51' Nikola Kotkov 89' Nikola Tsanev | Štadión na Solovjevovej ulici, Košice Toeschouwers: 18.000 Scheidsrechter: Fritz Köpcke (DDR) |

|                                                                             |         |                       |           |                                                                                     |
| 2 juni Olympisch kwalificatietoernooi voetbal 1964 № 167 «onderlinge duels» | Albanië | 0 – 1                 | Bulgarije | Qemal Stafastadion, Tirana Toeschouwers: 15.000 Scheidsrechter: Lajos Horváth (HUN) |
| 2 juni Olympisch kwalificatietoernooi voetbal 1964 № 167 «onderlinge duels» |         | 37' Panteley Dimitrov |           | Qemal Stafastadion, Tirana Toeschouwers: 15.000 Scheidsrechter: Lajos Horváth (HUN) |

|                                                                              |                   |       |         | |
| 16 juni Olympisch kwalificatietoernooi voetbal 1964 № 168 «onderlinge duels» | Bulgarije         | 1 – 0 | Albanië | Vasil Levski Nationaal Stadion, Sofia Toeschouwers: 25.200 Scheidsrechter: Dimosthenis Stathatos (GRE) |
| 16 juni Olympisch kwalificatietoernooi voetbal 1964 № 168 «onderlinge duels» | Nikola Kotkov 30' |       |         | Vasil Levski Nationaal Stadion, Sofia Toeschouwers: 25.200 Scheidsrechter: Dimosthenis Stathatos (GRE) |

|                                                                          |                       |       |                        |                                                                                          |
| 4 september Vriendschappelijk № 169 «onderlinge duels» 17:00 uur (UTC+1) | DDR                   | 1 – 1 | Bulgarije              | Ernst Grubestadion, Maagdenburg Toeschouwers: 45.000 Scheidsrechter: Tage Sørensen (DEN) |
| 4 september Vriendschappelijk № 169 «onderlinge duels» 17:00 uur (UTC+1) | Rainer Nachtigall 44' |       | 29' Dinko Dermendzhiev | Ernst Grubestadion, Maagdenburg Toeschouwers: 45.000 Scheidsrechter: Tage Sørensen (DEN) |

|                                                         |                   |       |        |                                                                           |
| 18 september Vriendschappelijk № 170 «onderlinge duels» | Bulgarije         | 1 – 1 | Soedan | Vasil Levski Nationaal Stadion, Sofia Scheidsrechter: Božidar Gugić (YUG) |
| 18 september Vriendschappelijk № 170 «onderlinge duels» | Nikola Kotkov 39' |       | ?      | Vasil Levski Nationaal Stadion, Sofia Scheidsrechter: Božidar Gugić (YUG) |

|                                                                              |                |       |           |                                                                                             |
| 29 september EK 1964 kwalificatie № 171 «onderlinge duels» 16:30 uur (UTC+2) | Bulgarije      | 1 – 0 | Frankrijk | Vasil Levski Nationaal Stadion, Sofia Toeschouwers: 25.947 Scheidsrechter: Faruk Talu (TUR) |
| 29 september EK 1964 kwalificatie № 171 «onderlinge duels» 16:30 uur (UTC+2) | Todor Diev 24' |       |           | Vasil Levski Nationaal Stadion, Sofia Toeschouwers: 25.947 Scheidsrechter: Faruk Talu (TUR) |

|                                                       |           |       |             |                                                                                                |
| 12 oktober Vriendschappelijk № 172 «onderlinge duels» | Bulgarije | 0 – 1 | Sovjet-Unie | Vasil Levski Nationaal Stadion, Sofia Toeschouwers: 20.000 Scheidsrechter: Lajos Horváth (HUN) |
| 12 oktober Vriendschappelijk № 172 «onderlinge duels» |           | ?     |             | Vasil Levski Nationaal Stadion, Sofia Toeschouwers: 20.000 Scheidsrechter: Lajos Horváth (HUN) |

|                                                                            |                                        |       |                    |                                                                                                  |
| 26 oktober EK 1964 kwalificatie № 173 «onderlinge duels» 14:30 uur (UTC+1) | Frankrijk                              | 3 – 1 | Bulgarije          | Parc des Princes, Parijs Toeschouwers: 32.233 Scheidsrechter: José María Ortiz de Mendíbil (ESP) |
| 26 oktober EK 1964 kwalificatie № 173 «onderlinge duels» 14:30 uur (UTC+1) | Yvon Goujon 44', 81' Robert Herbin 78' |       | 75' Dimitr Yakimov | Parc des Princes, Parijs Toeschouwers: 32.233 Scheidsrechter: José María Ortiz de Mendíbil (ESP) |

### 1964
|                                                                       |           |                    |             |                                                                                              |
| 18 maart Vriendschappelijk № 174 «onderlinge duels» 16:00 uur (UTC+1) | Bulgarije | 0 – 1              | Joegoslavië | Vasil Levski Nationaal Stadion, Sofia Toeschouwers: 30.000 Scheidsrechter: Petre Sotir (ROU) |
| 18 maart Vriendschappelijk № 174 «onderlinge duels» 16:00 uur (UTC+1) |           | 40' Slaven Zambata |             | Vasil Levski Nationaal Stadion, Sofia Toeschouwers: 30.000 Scheidsrechter: Petre Sotir (ROU) |

|                                                                      |                    |       |           |                                                                                   |
| 1 april Vriendschappelijk № 175 «onderlinge duels» 16:00 uur (UTC+1) | Joegoslavië        | 1 – 0 | Bulgarije | Stadion Čair, Niš Toeschouwers: 10.000 Scheidsrechter: Yiannis Kalofisoudis (GRE) |
| 1 april Vriendschappelijk № 175 «onderlinge duels» 16:00 uur (UTC+1) | Slaven Zambata 65' |       |           | Stadion Čair, Niš Toeschouwers: 10.000 Scheidsrechter: Yiannis Kalofisoudis (GRE) |

|                                                     |             |       |           |                                                                                  |
| 23 april Vriendschappelijk № 176 «onderlinge duels» | Sovjet-Unie | 1 – 0 | Bulgarije | Centraal Stadion, Kiev Toeschouwers: 40.000 Scheidsrechter: Václav Korelus (TCH) |
| 23 april Vriendschappelijk № 176 «onderlinge duels» | ?           |       |           | Centraal Stadion, Kiev Toeschouwers: 40.000 Scheidsrechter: Václav Korelus (TCH) |

|                                                                            |          |       |                   |                                                                                             |
| 3 mei Olympisch kwalificatietoernooi voetbal 1964 № 177 «onderlinge duels» | Roemenië | 2 – 1 | Bulgarije         | Stadionul 23 August, Boekarest Toeschouwers: 50.000 Scheidsrechter: Michel Kitabdjian (FRA) |
| 3 mei Olympisch kwalificatietoernooi voetbal 1964 № 177 «onderlinge duels» | ?        |       | 87' Nikola Kotkov | Stadionul 23 August, Boekarest Toeschouwers: 50.000 Scheidsrechter: Michel Kitabdjian (FRA) |

|                                                                             |           |       |          | |
| 31 mei Olympisch kwalificatietoernooi voetbal 1964 № 178 «onderlinge duels» | Bulgarije | 0 – 1 | Roemenië | Vasil Levski Nationaal Stadion, Sofia Toeschouwers: 50.000 Scheidsrechter: Dries van Leeuwen (NED) |
| 31 mei Olympisch kwalificatietoernooi voetbal 1964 № 178 «onderlinge duels» |           | ?     |          | Vasil Levski Nationaal Stadion, Sofia Toeschouwers: 50.000 Scheidsrechter: Dries van Leeuwen (NED) |

|                                                        |           |       |             | |
| 29 november Vriendschappelijk № 179 «onderlinge duels» | Bulgarije | 0 – 0 | Sovjet-Unie | Vasil Levski Nationaal Stadion, Sofia Toeschouwers: 40.000 Scheidsrechter: Aleksandar Škorić (YUG) |
| 29 november Vriendschappelijk № 179 «onderlinge duels» |           |       |             | Vasil Levski Nationaal Stadion, Sofia Toeschouwers: 40.000 Scheidsrechter: Aleksandar Škorić (YUG) |

|                                                                          |         |       |           |                                                                                              |
| 20 december Vriendschappelijk № 180 «onderlinge duels» 14:00 uur (UTC+2) | Turkije | 0 – 0 | Bulgarije | Ali Sami Yenstadion, Istanbul Toeschouwers: 48.600 Scheidsrechter: Alfred Haberfellner (AUT) |
| 20 december Vriendschappelijk № 180 «onderlinge duels» 14:00 uur (UTC+2) |         |       |           | Ali Sami Yenstadion, Istanbul Toeschouwers: 48.600 Scheidsrechter: Alfred Haberfellner (AUT) |

### 1965
|                                                                          |                           |       |                                        | |
| 23 februari Vriendschappelijk № 181 «onderlinge duels» 20:00 uur (UTC+2) | Griekenland               | 1 – 2 | Bulgarije                              | Leoforos Alexandrasstadion, Athene Toeschouwers: 15.431 Scheidsrechter: Nikolaos Yiannopoulos (GRE) |
| 23 februari Vriendschappelijk № 181 «onderlinge duels» 20:00 uur (UTC+2) | Andreas Papaemmanouil 51' |       | 57' Viden Apostolov 85' Spiro Debarski | Leoforos Alexandrasstadion, Athene Toeschouwers: 15.431 Scheidsrechter: Nikolaos Yiannopoulos (GRE) |

|                                                                    |                                               |       |                 |                                                                                |
| 9 mei Vriendschappelijk № 182 «onderlinge duels» 17:30 uur (UTC+2) | Bulgarije                                     | 4 – 1 | Turkije         | Slavia Stadion, Sofia Toeschouwers: 23.000 Scheidsrechter: Božidar Botić (YUG) |
| 9 mei Vriendschappelijk № 182 «onderlinge duels» 17:30 uur (UTC+2) | Dimitar Penev 9' Spiro Debarski 24', 71', 83' |       | 47' Metin Oktay | Slavia Stadion, Sofia Toeschouwers: 23.000 Scheidsrechter: Božidar Botić (YUG) |

|                                                                     |                 |       |                    |                                                                                 |
| 16 mei Vriendschappelijk № 183 «onderlinge duels» 17:00 uur (UTC+1) | Bulgarije       | 1 – 1 | Polen              | Stadion Wisły, Krakau Toeschouwers: 40.000 Scheidsrechter: Václav Korelus (TCH) |
| 16 mei Vriendschappelijk № 183 «onderlinge duels» 17:00 uur (UTC+1) | Ernest Pohl 68' |       | 70' Spiro Debarski | Stadion Wisły, Krakau Toeschouwers: 40.000 Scheidsrechter: Václav Korelus (TCH) |

|                                                                         |                                                               |       |        |                                                                             |
| 13 juni WK 1966 kwalificatie № 184 «onderlinge duels» 18:00 uur (UTC+2) | Bulgarije                                                     | 4 – 0 | Israël | Slavia Stadion, Sofia Toeschouwers: 18.770 Scheidsrechter: Faruk Talu (TUR) |
| 13 juni WK 1966 kwalificatie № 184 «onderlinge duels» 18:00 uur (UTC+2) | Nikola Kotkov 15', 39' Georgi Asparukhov 68' Stoyan Kitov 86' |       |        | Slavia Stadion, Sofia Toeschouwers: 18.770 Scheidsrechter: Faruk Talu (TUR) |

|                                                                          |                                              |       |                                       |                                                                                     |
| 4 september Vriendschappelijk № 185 «onderlinge duels» 17:00 uur (UTC+2) | Bulgarije                                    | 3 – 2 | DDR                                   | Joeri Gagarinstadion, Varna Toeschouwers: 25.000 Scheidsrechter: Iosif Ritter (ROU) |
| 4 september Vriendschappelijk № 185 «onderlinge duels» 17:00 uur (UTC+2) | Nikola Kotkov 49', 57' (pen.) Todor Diev 65' |       | 33' Eberhard Vogel 42' Jürgen Nöldner | Joeri Gagarinstadion, Varna Toeschouwers: 25.000 Scheidsrechter: Iosif Ritter (ROU) |

|                                                                              |                                              |       |        |                                                                                     |
| 26 september WK 1966 kwalificatie № 186 «onderlinge duels» 16:00 uur (UTC+2) | Bulgarije                                    | 3 – 0 | België | Slavia Stadion, Sofia Toeschouwers: 25.380 Scheidsrechter: Konstantin Zečević (YUG) |
| 26 september WK 1966 kwalificatie № 186 «onderlinge duels» 16:00 uur (UTC+2) | Nikola Kotkov 30', 60' Georgi Asparukhov 34' |       |        | Slavia Stadion, Sofia Toeschouwers: 25.380 Scheidsrechter: Konstantin Zečević (YUG) |

|                                                                            |                                                                  |       |           |                                                                                      |
| 27 oktober WK 1966 kwalificatie № 187 «onderlinge duels» 19:30 uur (UTC+1) | België                                                           | 5 – 0 | Bulgarije | Stade Emile Versé, Anderlecht Toeschouwers: 13.780 Scheidsrechter: Marcel Bois (FRA) |
| 27 oktober WK 1966 kwalificatie № 187 «onderlinge duels» 19:30 uur (UTC+1) | Paul Van Himst 18', 55' Johny Thio 75', 80' Jacques Stockman 89' |       |           | Stade Emile Versé, Anderlecht Toeschouwers: 13.780 Scheidsrechter: Marcel Bois (FRA) |

|                                                                             |                   |       |                                      |                                                                                         |
| 21 november WK 1966 kwalificatie № 188 «onderlinge duels» 14:00 uur (UTC+2) | Israël            | 1 – 2 | Bulgarije                            | Ramat Ganstadion, Ramat Gan Toeschouwers: 28.213 Scheidsrechter: Eduard Babauczek (AUT) |
| 21 november WK 1966 kwalificatie № 188 «onderlinge duels» 14:00 uur (UTC+2) | Rahamim Talbi 48' |       | 32' Ivan Kolev 81' Georgi Asparukhov | Ramat Ganstadion, Ramat Gan Toeschouwers: 28.213 Scheidsrechter: Eduard Babauczek (AUT) |

|                                                                             |                            |       |                            |                                                                                        |
| 29 december WK 1966 kwalificatie № 189 «onderlinge duels» 14:30 uur (UTC+1) | Bulgarije                  | 1 – 2 | België                     | Stadio Comunale, Florence Toeschouwers: 11.659 Scheidsrechter: Antonio Sbardella (ITA) |
| 29 december WK 1966 kwalificatie № 189 «onderlinge duels» 14:30 uur (UTC+1) | Boris Gaganelov 75' (e.d.) |       | 20', 21' Georgi Asparukhov | Stadio Comunale, Florence Toeschouwers: 11.659 Scheidsrechter: Antonio Sbardella (ITA) |

### 1966
|                                                        |                     |       |                                |                                                                                        |
| 25 februari Vriendschappelijk № 190 «onderlinge duels» | Ver. Arabische Rep. | 2 – 2 | Bulgarije                      | Cairo Internationaal Stadion, Caïro Toeschouwers: 25.000 Scheidsrechter: H. Akan (UAR) |
| 25 februari Vriendschappelijk № 190 «onderlinge duels» | Chideli M Gohari    |       | Petar Zhekov Aleksandar Kostov | Cairo Internationaal Stadion, Caïro Toeschouwers: 25.000 Scheidsrechter: H. Akan (UAR) |

|                                                                     |             |                       |           |                                                                                 |
| 1 juni Vriendschappelijk № 191 «onderlinge duels» 20:00 uur (UTC+1) | Joegoslavië | 0 – 2                 | Bulgarije | JNA Stadion, Belgrado Toeschouwers: 20.000 Scheidsrechter: Václav Davídek (TCH) |
| 1 juni Vriendschappelijk № 191 «onderlinge duels» 20:00 uur (UTC+1) |             | 20', 51' Petar Zhekov |           | JNA Stadion, Belgrado Toeschouwers: 20.000 Scheidsrechter: Václav Davídek (TCH) |

|                                                                      | |       |                       |                                                                                      |
| 14 juni Vriendschappelijk № 192 «onderlinge duels» 18:30 uur (UTC+2) | Italië                                                                                               | 6 – 1 | Bulgarije             | Stadio Comunale, Bologna Toeschouwers: 25.000 Scheidsrechter: Rudolf Kreitlein (FRG) |
| 14 juni Vriendschappelijk № 192 «onderlinge duels» 18:30 uur (UTC+2) | Alessandro Mazzola 26' Marino Perani 32' Francesco Rizzo 58', 70' Paolo Barison 68' Luigi Meroni 82' |       | 53' Georgi Asparukhov | Stadio Comunale, Bologna Toeschouwers: 25.000 Scheidsrechter: Rudolf Kreitlein (FRG) |

| Wereldkampioenschap voetbal 1966 |
| -------------------------------- |

|                                                                    |                        |       |           |                                                                                      |
| 12 juli WK 1966 Groep C № 193 «onderlinge duels» 19:30 uur (UTC+1) | Brazilië               | 2 – 0 | Bulgarije | Goodison Park, Liverpool Toeschouwers: 47.308 Scheidsrechter: Kurt Tschenscher (FRG) |
| 12 juli WK 1966 Groep C № 193 «onderlinge duels» 19:30 uur (UTC+1) | Pelé 15' Garrincha 63' |       |           | Goodison Park, Liverpool Toeschouwers: 47.308 Scheidsrechter: Kurt Tschenscher (FRG) |

|                                                                    |           |                                                            |          |                                                                                        |
| 16 juli WK 1966 Groep C № 194 «onderlinge duels» 15:00 uur (UTC+1) | Bulgarije | 0 – 3                                                      | Portugal | Old Trafford, Manchester Toeschouwers: 33.355 Scheidsrechter: José María Codesal (URU) |
| 16 juli WK 1966 Groep C № 194 «onderlinge duels» 15:00 uur (UTC+1) |           | 7' (e.d.) Ivan Voetsov 38' Eusébio 82' José Augusto Torres |          | Old Trafford, Manchester Toeschouwers: 33.355 Scheidsrechter: José María Codesal (URU) |

|                                                                    |                       |       |                                                           |                                                                                        |
| 20 juli WK 1966 Groep C № 195 «onderlinge duels» 19:30 uur (UTC+1) | Bulgarije             | 1 – 3 | Hongarije                                                 | Old Trafford, Manchester Toeschouwers: 22.064 Scheidsrechter: Roberto Goicoechea (ARG) |
| 20 juli WK 1966 Groep C № 195 «onderlinge duels» 19:30 uur (UTC+1) | Georgi Asparukhov 14' |       | 43' (e.d.) Ivan Davidov 45' Kálmán Mészöly 54' erenc Bene | Old Trafford, Manchester Toeschouwers: 22.064 Scheidsrechter: Roberto Goicoechea (ARG) |

|  |  |  |  |  |  |  |  |  |

|                                                                         |                                                                                              |       |                    | |
| 6 november Vriendschappelijk № 196 «onderlinge duels» 14:30 uur (UTC+2) | Bulgarije                                                                                    | 6 – 1 | Joegoslavië        | Vasil Levski Nationaal Stadion, Sofia Toeschouwers: 10.000 Scheidsrechter: Stanisław Eksztajn (POL) |
| 6 november Vriendschappelijk № 196 «onderlinge duels» 14:30 uur (UTC+2) | Petar Zhekov 7', 15' Aleksandar Vasilev 28' Dinko Dermendzhiev 48' Jantsjo Dimitrov 78', 79' |       | 43' Dragan Gugleta | Vasil Levski Nationaal Stadion, Sofia Toeschouwers: 10.000 Scheidsrechter: Stanisław Eksztajn (POL) |

|                                                                             |                                              |       |                        |                                                                                                  |
| 13 november EK 1968 kwalificatie № 197 «onderlinge duels» 15:00 uur (UTC+2) | Bulgarije                                    | 4 – 2 | Noorwegen              | Vasil Levski Nationaal Stadion, Sofia Toeschouwers: 20.762 Scheidsrechter: Muzaffer Sarvan (TUR) |
| 13 november EK 1968 kwalificatie № 197 «onderlinge duels» 15:00 uur (UTC+2) | Nikola Tsanev 18', 43' Petar Zhekov 42', 85' |       | 59', 86' Kjetil Hasund | Vasil Levski Nationaal Stadion, Sofia Toeschouwers: 20.762 Scheidsrechter: Muzaffer Sarvan (TUR) |

### 1967
|                                                     |         |       |           |                                                                                         |
| 22 maart Vriendschappelijk № 198 «onderlinge duels» | Albanië | 2 – 0 | Bulgarije | Qemal Stafastadion, Tirana Toeschouwers: 13.000 Scheidsrechter: Constantin Petrea (ROU) |
| 22 maart Vriendschappelijk № 198 «onderlinge duels» | ?       |       |           | Qemal Stafastadion, Tirana Toeschouwers: 13.000 Scheidsrechter: Constantin Petrea (ROU) |

|                                                                       |                   |       |           |                                                                                        |
| 22 maart Vriendschappelijk № 199 «onderlinge duels» 19:30 uur (UTC+1) | West-Duitsland    | 1 – 0 | Bulgarije | Niedersachsenstadion, Hannover Toeschouwers: 68.000 Scheidsrechter: Roger Machin (FRA) |
| 22 maart Vriendschappelijk № 199 «onderlinge duels» 19:30 uur (UTC+1) | Jupp Heynckes 82' |       |           | Niedersachsenstadion, Hannover Toeschouwers: 68.000 Scheidsrechter: Roger Machin (FRA) |

|                                                                         |        |                                         |           |                                                                                |
| 11 juni EK 1968 kwalificatie № 200 «onderlinge duels» 16:00 uur (UTC+1) | Zweden | 0 – 2                                   | Bulgarije | Råsundastadion, Solna Toeschouwers: 24.271 Scheidsrechter: Leo Callaghan (WAL) |
| 11 juni EK 1968 kwalificatie № 200 «onderlinge duels» 16:00 uur (UTC+1) |        | 23' Petar Zhekov 82' Dinko Dermendzhiev |           | Råsundastadion, Solna Toeschouwers: 24.271 Scheidsrechter: Leo Callaghan (WAL) |

|                                                    |                                                                  |       |       |                                                                                                  |
| 24 juni Vriendschappelijk № 201 «onderlinge duels» | Bulgarije                                                        | 3 – 2 | Polen | Vasil Levski Nationaal Stadion, Sofia Toeschouwers: 15.000 Scheidsrechter: Alexandru Pîrvu (ROU) |
| 24 juni Vriendschappelijk № 201 «onderlinge duels» | Georgi Belchev 18' Hristo Dishkov 28' (pen.) Viden Apostolov 66' |       | ?     | Vasil Levski Nationaal Stadion, Sofia Toeschouwers: 15.000 Scheidsrechter: Alexandru Pîrvu (ROU) |

|                                                                         |           |       |           |                                                                             |
| 29 juni EK 1968 kwalificatie № 202 «onderlinge duels» 19:00 uur (UTC+1) | Noorwegen | 0 – 0 | Bulgarije | Ullevaalstadion, Oslo Toeschouwers: 24.975 Scheidsrechter: Jack Adair (NIR) |
| 29 juni EK 1968 kwalificatie № 202 «onderlinge duels» 19:00 uur (UTC+1) |           |       |           | Ullevaalstadion, Oslo Toeschouwers: 24.975 Scheidsrechter: Jack Adair (NIR) |

|                                                      |                       |       |                                              | |
| 8 oktober Vriendschappelijk № 203 «onderlinge duels» | Bulgarije             | 1 – 2 | Sovjet-Unie                                  | Vasil Levski Nationaal Stadion, Sofia Toeschouwers: 21.000 Scheidsrechter: Stanisław Eksztajn (POL) |
| 8 oktober Vriendschappelijk № 203 «onderlinge duels» | Dinko Dermendzhiev 9' |       | 72' Edoeard Streltsov 48' Anatoli Banişevski | Vasil Levski Nationaal Stadion, Sofia Toeschouwers: 21.000 Scheidsrechter: Stanisław Eksztajn (POL) |

|                                                                                 |         |       |                                                            |                                                                                        |
| 12 oktober Olympisch kwalificatietoernooi voetbal 1968 № 204 «onderlinge duels» | Turkije | 2 – 3 | Bulgarije                                                  | Mithatpaşastadion, Istanbul Toeschouwers: 18.000 Scheidsrechter: Bruno De Marchi (ITA) |
| 12 oktober Olympisch kwalificatietoernooi voetbal 1968 № 204 «onderlinge duels» | ?       |       | 48' Ivan Davidov 61' Dinko Dermendzhiev 80' Dimitr Yakimov | Mithatpaşastadion, Istanbul Toeschouwers: 18.000 Scheidsrechter: Bruno De Marchi (ITA) |

|                                                                             |                                                          |       |        | |
| 12 november EK 1968 kwalificatie № 205 «onderlinge duels» 15:00 uur (UTC+2) | Bulgarije                                                | 3 – 0 | Zweden | Vasil Levski Nationaal Stadion, Sofia Toeschouwers: 16.479 Scheidsrechter: Josip-Drago Horvat (YUG) |
| 12 november EK 1968 kwalificatie № 205 «onderlinge duels» 15:00 uur (UTC+2) | Nikola Kotkov 43' Vasil Mitkov 44' Georgi Asparukhov 75' |       |        | Vasil Levski Nationaal Stadion, Sofia Toeschouwers: 16.479 Scheidsrechter: Josip-Drago Horvat (YUG) |

|                                                                                  |                                                               |       |         |                                                                                               |
| 22 november Olympisch kwalificatietoernooi voetbal 1968 № 206 «onderlinge duels» | Bulgarije                                                     | 3 – 0 | Turkije | Vasil Levski Nationaal Stadion, Sofia Toeschouwers: 10.000 Scheidsrechter: Helmut Fritz (FRG) |
| 22 november Olympisch kwalificatietoernooi voetbal 1968 № 206 «onderlinge duels» | Atanas Mihaylov 53' Asparuh Nikodimov 72' Ivailo Georgiev 87' |       |         | Vasil Levski Nationaal Stadion, Sofia Toeschouwers: 10.000 Scheidsrechter: Helmut Fritz (FRG) |

|                                                           |                        |       |          |                                                                                               |
| 26 november EK 1968 kwalificatie № 207 «onderlinge duels» | Bulgarije              | 1 – 0 | Portugal | Vasil Levski Nationaal Stadion, Sofia Toeschouwers: 39.795 Scheidsrechter: Anvar Zverev (URS) |
| 26 november EK 1968 kwalificatie № 207 «onderlinge duels» | Dinko Dermendzhiev 63' |       |          | Vasil Levski Nationaal Stadion, Sofia Toeschouwers: 39.795 Scheidsrechter: Anvar Zverev (URS) |

|                                                                             |          |       |           |                                                                                                |
| 17 december EK 1968 kwalificatie № 208 «onderlinge duels» 15:30 uur (UTC+1) | Portugal | 0 – 0 | Bulgarije | Estádio Nacional do Jamor, Oeiras Toeschouwers: 13.408 Scheidsrechter: Antonio Sbardella (ITA) |
| 17 december EK 1968 kwalificatie № 208 «onderlinge duels» 15:30 uur (UTC+1) |          |       |           | Estádio Nacional do Jamor, Oeiras Toeschouwers: 13.408 Scheidsrechter: Antonio Sbardella (ITA) |

### 1968
|                                                                         |                                                                  |       |                                            | |
| 6 april EK 1968 kwalificatie № 209 «onderlinge duels» 17:00 uur (UTC+2) | Bulgarije                                                        | 3 – 2 | Italië                                     | Vasil Levski Nationaal Stadion, Sofia Toeschouwers: 57.689 Scheidsrechter: Gerhard Schulenburg (FRG) |
| 6 april EK 1968 kwalificatie № 209 «onderlinge duels» 17:00 uur (UTC+2) | Nikola Kotkov 11' (pen.) Dinko Dermendzhiev 66' Petar Zhekov 73' |       | 60' (pen.) Dimitar Penev 83' Pierino Prati | Vasil Levski Nationaal Stadion, Sofia Toeschouwers: 57.689 Scheidsrechter: Gerhard Schulenburg (FRG) |

|                                                                               |                                                       |       |     |                                                                                      |
| 10 april Olympisch kwalificatietoernooi voetbal 1968 № 210 «onderlinge duels» | Bulgarije                                             | 4 – 1 | DDR | Beroestadion, Stara Zagora Toeschouwers: 30.000 Scheidsrechter: Erich Linemayr (AUT) |
| 10 april Olympisch kwalificatietoernooi voetbal 1968 № 210 «onderlinge duels» | Jantsjo Dimitrov 9' Petar Zhekov 74', 75', 80' (pen.) |       | ?   | Beroestadion, Stara Zagora Toeschouwers: 30.000 Scheidsrechter: Erich Linemayr (AUT) |

|                                                                          |                                         |       |           |                                                                                      |
| 20 april EK 1968 kwalificatie № 211 «onderlinge duels» 16:00 uur (UTC+1) | Italië                                  | 2 – 0 | Bulgarije | Stadio San Paolo, Napels Toeschouwers: 83.830 Scheidsrechter: Gottfried Dienst (SUI) |
| 20 april EK 1968 kwalificatie № 211 «onderlinge duels» 16:00 uur (UTC+1) | Pierino Prati 14' Angelo Domenghini 55' |       |           | Stadio San Paolo, Napels Toeschouwers: 83.830 Scheidsrechter: Gottfried Dienst (SUI) |

|                                                                               |     |       |                          |                                                                                 |
| 24 april Olympisch kwalificatietoernooi voetbal 1968 № 212 «onderlinge duels» | DDR | 3 – 2 | Bulgarije                | Zentralstadion, Leipzig Toeschouwers: 35.000 Scheidsrechter: Othmar Huber (SUI) |
| 24 april Olympisch kwalificatietoernooi voetbal 1968 № 212 «onderlinge duels» | ?   |       | 18', 76' Atanas Mihaylov | Zentralstadion, Leipzig Toeschouwers: 35.000 Scheidsrechter: Othmar Huber (SUI) |

|                                                      |       |                                                                                                |           |                                                      |
| 2 oktober Vriendschappelijk № 213 «onderlinge duels» | Ghana | 0 – 10                                                                                         | Bulgarije | Estadio León, León de los Aldama Toeschouwers: 2.000 |
| 2 oktober Vriendschappelijk № 213 «onderlinge duels» |       | Asparuh Nikodimov Evgeni Jantsjovski Mihail Gionin Atanas Mihaylov Petar Zhekov Georgi Vasilev |           | Estadio León, León de los Aldama Toeschouwers: 2.000 |

|                                                                        |         |                                        |           |                                                                                      |
| 9 oktober Vriendschappelijk № 214 «onderlinge duels» 19:00 uur (UTC+2) | Turkije | 0 – 2                                  | Bulgarije | Mithatpaşastadion, Istanbul Toeschouwers: 15.002 Scheidsrechter: Anton Bucheli (SUI) |
| 9 oktober Vriendschappelijk № 214 «onderlinge duels» 19:00 uur (UTC+2) |         | 3' Dinko Dermendzhiev 79' Hristo Bonev |           | Mithatpaşastadion, Istanbul Toeschouwers: 15.002 Scheidsrechter: Anton Bucheli (SUI) |

| Olympische Spelen 1968 |
| ---------------------- |

|                                                                                 |          | |           |                                                                            |
| 14 oktober Olympische Spelen Groep D № 215 «onderlinge duels» 12:00 uur (UTC−6) | Thailand | 0 – 7 | Bulgarije | Estadio León, León de los Aldama Scheidsrechter: Guillermo Velásquez (COL) |
| 14 oktober Olympische Spelen Groep D № 215 «onderlinge duels» 12:00 uur (UTC−6) |          | 25' Mihail Gionin 55' Petar Zhekov 58', 61' Atanas Mihaylov 73' Ivan Zafirov 85' Asparuh Nikodimov 88' Kiril Ivkov |           | Estadio León, León de los Aldama Scheidsrechter: Guillermo Velásquez (COL) |

|                                                                                 |                                          |       |                                      |                                                                 |
| 16 oktober Olympische Spelen Groep D № 216 «onderlinge duels» 12:00 uur (UTC−6) | Tsjecho-Slowakije                        | 2 – 2 | Bulgarije                            | Estadio Jalisco, Guadalajara Scheidsrechter: Abel Aguilar (MEX) |
| 16 oktober Olympische Spelen Groep D № 216 «onderlinge duels» 12:00 uur (UTC−6) | Jozef Jarabinský 25' Ladislav Petráš 42' |       | 44' Ivailo Georgiev 77' Petar Zhekov | Estadio Jalisco, Guadalajara Scheidsrechter: Abel Aguilar (MEX) |

|                                                                                 |                         |       |                                        |                                                                    |
| 18 oktober Olympische Spelen Groep D № 217 «onderlinge duels» 12:00 uur (UTC−6) | Guatemala               | 1 – 2 | Bulgarije                              | Estadio León, León de los Aldama Scheidsrechter: Raúl Osorio (MEX) |
| 18 oktober Olympische Spelen Groep D № 217 «onderlinge duels» 12:00 uur (UTC−6) | Alberto López Oliva 88' |       | 50' Asparuh Nikodimov 84' Petar Zhekov | Estadio León, León de los Aldama Scheidsrechter: Raúl Osorio (MEX) |

|                                                                                     |                      |              |                         |                                                                                              |
| 20 oktober Olympische Spelen Kwartfinale № 218 «onderlinge duels» 12:00 uur (UTC−6) | Bulgarije            | 1 – 1 (n.v.) | Israël                  | Estadio León, León de los Aldama Toeschouwers: 8.000 Scheidsrechter: Michel Kitabdjian (FRA) |
| 20 oktober Olympische Spelen Kwartfinale № 218 «onderlinge duels» 12:00 uur (UTC−6) | Georgi Hristakiev 5' |              | 89' Yehoshua Feigenboim | Estadio León, León de los Aldama Toeschouwers: 8.000 Scheidsrechter: Michel Kitabdjian (FRA) |

|                                                                                      |                                                |       |                                                          |                                                                    |
| 23 oktober Olympische Spelen Halve finale № 219 «onderlinge duels» 12:00 uur (UTC−6) | Mexico                                         | 2 – 3 | Bulgarije                                                | Estadio Jalisco, Guadalajara Scheidsrechter: Seyoum Tarekegn (ETH) |
| 23 oktober Olympische Spelen Halve finale № 219 «onderlinge duels» 12:00 uur (UTC−6) | Albino Morales 39' Héctor Pulido Rodríguez 48' |       | 8' Petar Zhekov 9' Atanas Mihaylov 58' Tsvetan Veselinov | Estadio Jalisco, Guadalajara Scheidsrechter: Seyoum Tarekegn (ETH) |

|                                                                                |                                                         |       |                       |                                                                                     |
| 26 oktober Olympische Spelen Finale № 220 «onderlinge duels» 12:00 uur (UTC−6) | Hongarije                                               | 4 – 1 | Bulgarije             | Aztekenstadion, Mexico-Stad Toeschouwers: 75.000 Scheidsrechter: Diego De Leo (MEX) |
| 26 oktober Olympische Spelen Finale № 220 «onderlinge duels» 12:00 uur (UTC−6) | Iván Menczel 40' Antal Dunai 41', 49' István Juhász 62' |       | 20' Tsvetan Veselinov | Aztekenstadion, Mexico-Stad Toeschouwers: 75.000 Scheidsrechter: Diego De Leo (MEX) |

|  |  |  |  |  |  |  |  |  |

|                                                                            |                                               |       |           |                                                                                                |
| 27 oktober WK 1970 kwalificatie № 221 «onderlinge duels» 15:30 uur (UTC+2) | Bulgarije                                     | 2 – 0 | Nederland | Vasil Levski Nationaal Stadion, Sofia Toeschouwers: 18.073 Scheidsrechter: Bill Anderson (SCO) |
| 27 oktober WK 1970 kwalificatie № 221 «onderlinge duels» 15:30 uur (UTC+2) | Hristo Bonev 44' (pen.) Georgi Asparukhov 65' |       |           | Vasil Levski Nationaal Stadion, Sofia Toeschouwers: 18.073 Scheidsrechter: Bill Anderson (SCO) |

|                                                                          |                 |       |                       |                                                                                      |
| 11 december Vriendschappelijk № 222 «onderlinge duels» 19:45 uur (UTC+1) | Engeland        | 1 – 1 | Bulgarije             | Wembley Stadium, Londen Toeschouwers: 80.000 Scheidsrechter: Michel Kitabdjian (FRA) |
| 11 december Vriendschappelijk № 222 «onderlinge duels» 19:45 uur (UTC+1) | Geoff Hurst 36' |       | 32' Georgi Asparukhov | Wembley Stadium, Londen Toeschouwers: 80.000 Scheidsrechter: Michel Kitabdjian (FRA) |

### 1969
|                                                                          |                                                    |       |                          |                                                                                                |
| 23 april WK 1970 kwalificatie № 223 «onderlinge duels» 18:00 uur (UTC+2) | Bulgarije                                          | 2 – 1 | Luxemburg                | Vasil Levski Nationaal Stadion, Sofia Toeschouwers: 18.998 Scheidsrechter: Doğan Babacan (TUR) |
| 23 april WK 1970 kwalificatie № 223 «onderlinge duels» 18:00 uur (UTC+2) | Georgi Asparukhov 31' (pen.) Georgi Asparukhov 49' |       | 50' (pen.) Johny Léonard | Vasil Levski Nationaal Stadion, Sofia Toeschouwers: 18.998 Scheidsrechter: Doğan Babacan (TUR) |

|                                                                     |        |       |           |                                                                                 |
| 24 mei Vriendschappelijk № 224 «onderlinge duels» 17:00 uur (UTC+1) | Italië | 0 – 0 | Bulgarije | Stadio Comunale, Turijn Toeschouwers: 60.000 Scheidsrechter: James Finney (ENG) |
| 24 mei Vriendschappelijk № 224 «onderlinge duels» 17:00 uur (UTC+1) |        |       |           | Stadio Comunale, Turijn Toeschouwers: 60.000 Scheidsrechter: James Finney (ENG) |

|                                                                         |                                                                                 |       |                     |                                                                                                 |
| 15 juni WK 1970 kwalificatie № 225 «onderlinge duels» 18:00 uur (UTC+2) | Bulgarije                                                                       | 4 – 1 | Polen               | Vasil Levski Nationaal Stadion, Sofia Toeschouwers: 38.313 Scheidsrechter: János Biróczky (HUN) |
| 15 juni WK 1970 kwalificatie № 225 «onderlinge duels» 18:00 uur (UTC+2) | Hristo Bonev 23' Dinko Dermendzhiev 24' Dimitar Penev 73' Georgi Asparukhov 88' |       | 27' Kazimierz Deyna | Vasil Levski Nationaal Stadion, Sofia Toeschouwers: 38.313 Scheidsrechter: János Biróczky (HUN) |

|                                                                           |           |                  |                |                                                                                                 |
| 24 september Vriendschappelijk № 226 «onderlinge duels» 18:30 uur (UTC+2) | Bulgarije | 0 – 1            | West-Duitsland | Vasil Levski Nationaal Stadion, Sofia Toeschouwers: 50.000 Scheidsrechter: Ertuğrul Dilek (TUR) |
| 24 september Vriendschappelijk № 226 «onderlinge duels» 18:30 uur (UTC+2) |           | 12' Bernd Dörfel |                | Vasil Levski Nationaal Stadion, Sofia Toeschouwers: 50.000 Scheidsrechter: Ertuğrul Dilek (TUR) |

|                                                                            |                     |       |                  |                                                                                 |
| 22 oktober WK 1970 kwalificatie № 227 «onderlinge duels» 20:30 uur (UTC+1) | Nederland           | 1 – 1 | Bulgarije        | De Kuip, Rotterdam Toeschouwers: 63.304 Scheidsrechter: Gunnar Michaelsen (DEN) |
| 22 oktober WK 1970 kwalificatie № 227 «onderlinge duels» 20:30 uur (UTC+1) | Wietse Veenstra 35' |       | 68' Hristo Bonev | De Kuip, Rotterdam Toeschouwers: 63.304 Scheidsrechter: Gunnar Michaelsen (DEN) |

|                                                                            |                                              |       |           |                                                                                               |
| 9 november WK 1970 kwalificatie № 228 «onderlinge duels» 12:00 uur (UTC+1) | Polen                                        | 3 – 0 | Bulgarije | Stadion Dziesięciolecia, Warschau Toeschouwers: 61.278 Scheidsrechter: Andrei Rădulescu (ROU) |
| 9 november WK 1970 kwalificatie № 228 «onderlinge duels» 12:00 uur (UTC+1) | Andrzej Jarosik 18', 66' Kazimierz Deyna 75' |       |           | Stadion Dziesięciolecia, Warschau Toeschouwers: 61.278 Scheidsrechter: Andrei Rădulescu (ROU) |

|                                                                            |                         |       |                                                            |                                                                                     |
| 7 december WK 1970 kwalificatie № 229 «onderlinge duels» 14:45 uur (UTC+1) | Luxemburg               | 1 – 3 | Bulgarije                                                  | Stade Municipal, Luxemburg Toeschouwers: 4.929 Scheidsrechter: Iorwerth Jones (WAL) |
| 7 december WK 1970 kwalificatie № 229 «onderlinge duels» 14:45 uur (UTC+1) | Paul Philipp 58' (pen.) |       | 35' Dinko Dermendzhiev 37' Dimitr Yakimov 83' Hristo Bonev | Stade Municipal, Luxemburg Toeschouwers: 4.929 Scheidsrechter: Iorwerth Jones (WAL) |

|                                                       |                                                            |       |           |                                                  |
| 8 december Vriendschappelijk № 230 «onderlinge duels» | Marokko                                                    | 3 – 0 | Bulgarije | Stade d'Honneur, Casablanca Toeschouwers: 30.000 |
| 8 december Vriendschappelijk № 230 «onderlinge duels» | Maouhoub Ghazouani Mohamed Mahroufi pen.' Mohamed Mahroufi |       |           | Stade d'Honneur, Casablanca Toeschouwers: 30.000 |

UEFA: Albanië · België · Bulgarije · Cyprus · Denemarken · West-Duitsland · Duitse Democratische Republiek · Engeland · Finland · Frankrijk · Griekenland · Hongarije · Ierland · IJsland · Italië · Joegoslavië · Luxemburg · Malta · Nederland · Noord-Ierland · Noorwegen · Oostenrijk · Polen · Portugal · Roemenië · Schotland · Sovjet-Unie · Spanje · Tsjecho-Slowakije · Turkije · Wales · Zweden · Zwitserland

CAF: Madagaskar AFC: Israël

BFS · A-internationals · Selecties · Bondscoaches · Bulgaars vrouwenelftal · Olympisch elftal · Bulgarije U21 · Bulgarije U20 · Bulgarije U19 · Bulgarije U18 · Bulgarije U17 · Bulgarije U16
1924 – 1929 · 
1930 – 1939 · 
1940 – 1949 · 
1950 – 1959 · 
1960 – 1969 · 
1970 – 1979 · 
1980 – 1989 · 
1990 – 1999 · 
2000 – 2009 · 
2010 – 2019 ·
2020 − 2029
EK 1996 · 
EK 2004
WK 1962 · 
WK 1966 · 
WK 1970 · 
WK 1974 · 
WK 1986 · 
WK 1994 · 
WK 1998
OS 1924 · 
OS 1952 · 
OS 1956 · 
OS 1960 · 
OS 1968
1924 · 
1925 · 
1926 · 
1927 · 
1928 ·
1929 · 
1930 · 
1931 · 
1932 · 
1933 · 
1934 · 
1935 · 
1936 · 
1937 · 
1938 · 
1939 · 
1940 · 
1941 ·
1942 · 
1943 · 
1944 · 1945 · 
1946 ·
1947 · 
1948 · 
1949 · 
1950 · 
1952 · 
1952 · 
1953 · 
1954 · 
1955 · 
1956 · 
1957 · 
1958 · 
1959 · 
1960 · 
1961 · 
1962 · 
1963 · 
1964 · 
1965 · 
1966 · 
1967 · 
1968 · 
1969 · 
1970 · 
1971 · 
1972 · 
1973 · 
1974 · 
1975 · 
1976 · 
1977 · 
1978 · 
1979 · 
1980 · 
1981 · 
1982 · 
1983 · 
1984 · 
1985 · 
1986 · 
1987 · 
1988 · 
1989 · 
1990 · 
1991 · 
1992 · 
1993 · 
1994 · 
1995 · 
1996 · 
1997 · 
1998 · 
1999 · 
2000 · 
2001 · 
2002 · 
2003 · 
2004 · 
2005 · 
2006 · 
2007 · 
2008 · 
2009 · 
2010 · 
2011 · 
2012 · 
2013 · 
2014 · 
2015 ·
2016 ·
2017 ·
2018 ·
2019 ·
2020 ·
2021 ·
2022 ·
2023 ·
2024
Albanië ·
Algerije ·
Andorra ·
Argentinië ·
Armenië ·
Australië ·
Azerbeidzjan ·
België ·
Bolivia ·
Bosnië en Herzegovina ·
Brazilië ·
Canada · 
Chili ·
Cuba ·
Cyprus ·
DDR ·
Denemarken ·
Duitsland ·
Ecuador ·
Egypte ·
Engeland ·
Estland ·
Finland ·
Frankrijk ·
Georgië ·
Gibraltar ·
Griekenland ·
Hongarije ·
Ierland ·
IJsland ·
Indonesië ·
Iran ·
Israël ·
Italië ·
Jamaica ·
Japan ·
Joegoslavië ·
Jordanië ·
Kameroen ·
Kazachstan ·
Koeweit ·
Kosovo ·
Kroatië ·
Letland ·
Libanon ·
Litouwen ·
Luxemburg ·
Malta ·
Marokko ·
Mexico ·
Moldavië ·
Montenegro ·
Nederland ·
Nieuw-Caledonië ·
Nigeria ·
Noord-Ierland ·
Noord-Korea ·
Noord-Macedonië ·
Noorwegen ·
Oekraïne ·
Oman ·
Oostenrijk ·
Paraguay ·
Peru ·
Polen ·
Portugal ·
Qatar ·
Roemenië ·
Rusland ·
San Marino ·
Saoedi-Arabië ·
Schotland ·
Servië ·
Servië en Montenegro ·
Slovenië ·
Slowakije ·
Sovjet-Unie ·
Spanje ·
Tanzania ·
Thailand ·
Tsjechië ·
Tsjecho-Slowakije ·
Tunesië ·
Turkije ·
Uruguay ·
Verenigde Arabische Emiraten ·
Wales ·
Wit-Rusland ·
Zuid-Afrika ·
Zuid-Korea ·
Zweden ·
Zwitserland